# أنتوني سفوبودا
أنتوني سفوبودا أو ازفوبودا:بالإنجليزية:Antone Svoboda (أوسييك 1796-1878م) تاجر كريستال، ومنقب وخبير نقود أثرية. قدم من فيينا وإستقر في بغداد، ويعتبر مؤسس عائلة سفوبودا فيها. هو والد جوزيف ماثيا سفوبودا وجد ألكسندر ريتشارد سفوبودا. وأصبحت هذه العائلة جزء من مشروع لنشر مذكراتها يعرف بمشروع مذكرات سفوبودا.

## السيرة
أنتوني سفوبودا هو أحد مواطني الإمبراطورية النمساوية المجرية، ولد في مدينة أوسييك (اليوم هي جزء من كرواتيا الحديثة) عام 1796م. سافر من فيينا إلى بغداد عبر إسطنبول، وكان قد حصل على ورقة اذن وتصريح من السلطان العثماني تسمح له بتأسيس شركة في العراق لإستيراد الكريستال من بوهيميا وإسطنبول. تزوج من أوفيمي وهي ابنة عائلة أرمنية، كاثوليكية، كلدانية بارزة، تمتهن التجارة في بغداد، ويقال انها من عائلة (مرادجيا دي اوسنز) في إسطنبول تلك عائلة الدبلوماسيين والمؤرخين الأتراك الارمن. وقد تزوج تزوج انتوني وأوفيمي في بغداد في 12 فبراير 1825م، وانجبوا أحد عشر طفلاً سبعة أناث وأربعة ذكور. وعاشوا في الحي المسيحي في بغداد، واصبحوا جزءً من النسيج الإجتماعي وكانوا وثيقي الصلة بالمسيحيين العثمانيين والأوربيين. عمل انتوني ممثلاً للمصالح السياسية للإمبراطورية النمساوية والمجرية في بغداد. كان انتوني يملك منزلاً فخماً يعتبر محطة توقف للمسافرين القادمين من أوروبا إلى بغداد. في عام 1830-1831م تفشى مرض الطاعون، فقام انتوني بعزل عائلته، وحجرها في المنزل عن المجتمع ووفر لهم مؤونة تكفيهم لعدة شهور، بينما كان الوباء يجتاح المدينة ويفتك بسكانها. ولكن عائلته قد نجت من هذا الوباء. وكان أنتوني سفوبودا فخوراً جداً بعمله الفذ هذا، وكان يخبر قصته هذه على المسافرين الذين يقابلهم. أشتهر إبنه (جوزيف ماثيا سفوبودا) وحفيده ابن جوزيف (ألكسندر ريتشارد سفوبودا) بمذكراتهم التي كتبوها وإحتفظوا بها، وعرفت باسم مذكرات سفوبودا.

## مشروع نشر المذكرات
إنتقل ألكسندر ريتشارد سفوبودا (ألكسندر جوزيف سفوبودا لاحقاً) من بغداد إلى إسطنبول عام 1929م، وقد ترك مذكرات والده عند كاهن كاثوليكي من العراق، وقد نقلت في النهاية إلى المؤرخ العراقي يعقوب سركيس الذي ترك مكتبته وبوصية خاصة منه إلى جامعة الحكمة. وفي سبعينيات القرن العشرين أصبحت مارجريت مكية وهي والدة كنعان مكية، مهتمة بهذه المذكرات باعتبارها وثيقة إجتماعية لشريحة معينة من المجتمع العراقي في النصف الثاني من القرن التاسع عشر. وحصلت مارجريت على منحة من مؤسسة كالوست جولبنكيان لدراسة ونسخ محتوياتها. قامت مكية بتدوين ونسخ 31 من اصل 61 من المذكرات. ولا يزال عملها بمثابة مصدر أساسي لمشروع سفوبودا.
في عام 1985م، قام البروفيسور هنري سفوبودا، وهو آخر أفراد عائلة سفوبودا المتبقين في العراق، بتعيين الباحث والمهندس المعماري نوف عبد المجيد علاوي في المساعدة لكتابة تاريخ العائلة باستخدام مذكرات يوميات جوزيف أنتونب سفوبودا مادة يستعين بها في كتاباته. في عام 2005 م، بدأ الاثنان بالعمل على ترجمة ماسجله الكسندر سفوبودا في رحلته، لكن وفاة البروفيسور سفوبودا في أكتوبر 2005 م، إضافة إلى الإضطرابات المستمرة جراء حرب العراق ألقت بظلال من الشك على مستقبل المشروع. لقد سعى نوف علاوي للحصول على مساعدة المجتمع الأكاديمي وجامعة واشنطن، وقد إتصل بالبروفيسور والتر جي اندروز، ومشروع أرشيف النصوص العثمانية، وانه كان مشروع مذكرات سفوبودا وفيما بعد أصبح مشروع النشر التعاوني: نصوص نيوبوك الرقمية (Newbook Digital Texts) للعلوم الإنسانية.

## وفاته
توفي أنتوني سفوبودا عام 1878م.